# Jules Razimbaud
Jules Razimbaud est un homme politique français né le 24 août 1837 à Ginestas (Aude) et décédé le 13 octobre 1915 à Paris.

## Biographie
Avocat en 1858, il devient notaire à Saint-Chinian de 1863 à 1880. Il s'occupe par la suite de viticulture. Opposant à l'Empire, il est conseiller municipal de Saint-Chinian en 1865. Adjoint au maire après la 4 septembre 1870, puis maire en 1872 il est révoqué après le 24 mai 1873. Renommé par la suite, il est également conseiller général du canton de Saint-Chinian en 1874.
Il est député radical de l'Hérault de 1885 à 1893 et de 1898 à 1904. Il est ensuite élu sénateur, de 1904 à sa mort en 1915, et siège au groupe de la Gauche démocratique.
Son fils Jules-Armand Razimbaud lui succède comme député.